# Сулківська сільська рада
| Сулківська сільська рада — колишній орган місцевого самоврядування у Хмільницькому районі Вінницької області з адміністративним центром у с. Сулківка. Сільській раді підпорядковані населені пункти: - с. Сулківка - с. Нова Сулківка - с. Торчин |

## Склад ради
Рада складається з 15 депутатів та голови.

## Керівний склад сільської ради
| ПІБ                      | Основні відомості                                                         | Дата обрання | Дата звільнення |
| ------------------------ | ------------------------------------------------------------------------- | ------------ | --------------- |
| Ярощук Василь Васильович | Сільський голова, 1951 року народження, освіта, безпартійний              | 26.03.2006   | 31.10.2010      |
| Ярощук Василь Васильович | Сільський голова, 1951 року народження, освіта вища, член Партії регіонів | 31.10.2010   |                 |

Примітка: таблиця складена за даними джерела